# Alsophis danforthi
Alsophis danforthi là một loài rắn trong họ Rắn nước. Loài này được Cochran mô tả khoa học đầu tiên năm 1938.